# Parade (Burkina Faso)
Pour les articles homonymes, voir Parade.
Parade est une commune située dans le département de Dédougou de la province du Mouhoun au Burkina Faso.